# Zamek w Čachticach
Zamek w Čachticach – zamek na Słowacji, w Małych Karpatach, w gminie Čachtice. Obecnie znajduje się w ruinie. Jest dawną siedzibą znanej z okrucieństwa Elżbiety Batory.

## Historia
Znaleziska archeologiczne dowodzą, że teren dzisiejszego zamku był zamieszkany już w czasach prehistorycznych. Budowa zamku, mającego na celu ochronę granicy Węgier, rozpoczęła się w 1 połowie XIII wieku na polecenie króla Beli IV, przez Kazmierza z rodu Hont-Pázmánych. Pierwotnie w skład zamku wchodziła czworokątna wieża i niewielki obmurowany dziedziniec (zamek górny). Pierwsza wzmianka o twierdzy pochodzi w 1276 i dotyczy obrony przed armią czeskiego króla Przemysła II Ottokara w 1273, w wyniku której zamek został częściowo zniszczony. Na przełomie XIII i XIV wieku warownia znajdowała się pod kontrolą węgierskiego możnowładcy, Mateusza Czaka. Od 1392 zamkiem rządził Ścibor ze Ściborzyc, po którego śmierci, właścicielem majątku do 1434 był jego syn. Warownia została wówczas znacząco rozbudowana. Po północnej stronie górnego zamku powstała nowa wieża obronna na planie podkowy, brama, kaplica, a także rozległy dziedziniec (zamek średni). W 1436 król Zygmunt Luksemburski nadał zamek Michałowi Orságowi, którego następcy zarządzali tym majątkiem do 1567. W tym okresie od południowo-wschodniej strony kompleksu dobudowany został trzeci dziedziniec (zamek dolny) wraz z bramą i stanowiskiem artyleryjskim. Po zachodniej stronie zlokalizowana została fosa. W 1569 roku król Maksymilian II przekazał rezydencję pod zarząd rodziny Nádasdy. Franciszek Nádasdy zakupił zamek na własność w 1602, a po jego śmierci w 1604 odziedziczyła go jego żona Elżbieta Batory, która zamieszkała w nim na stałe. Nowa właścicielka przeszła do historii jako domniemana sadystyczna morderczyni i po procesie sądowym została skazana na dożywocie na terenie zamku, gdzie zmarła w 1614 roku. W kolejnych latach znaczenie militarne twierdzy zmalało, niemniej przeszła ona remont w latach 1664-1670. Około 1670 została skonfiskowana i powróciła na własność królewską, doznała jednak strat podczas egzekucji tej decyzji i rozpoczął się jej stopniowy upadek. Kolejne zniszczenia zostały dokonane podczas antyhabsburskiego  powstania, kiedy twierdza została na krótko zdobyta przez wojska Franciszka Rakoczego w 1708 roku, jak również w wyniku pożaru w 1799. Od czasu utraty rezydencji przez ród Nádasdych, jej właścicielami były rodziny Forgách, Bercsényi, Erdődy, Brunner i Springer. Obecnie ruiny stanowią atrakcję turystyczną. W latach 2012–2014 zostały poddane pracom konserwatorskim i archeologicznym, a ich ponowne otwarcie miało miejsce w lipcu 2014.
W sąsiedztwie zamku znajduje się renesansowy pałac Draškovičovský kaštieľ z XVII wieku, mieszczący muzeum krajoznawcze oraz dostęp do podziemi.

## Kultura
Na temat zamku w Čachticach i Elżbiety Batory powstały różne legendy. Według jednej z nich hrabina jest wciąż zamurowana gdzieś w warowni. Inne podanie głosi, że Elżbieta ukazuje się turystom, aby zaprowadzić ich do węża, który ma umożliwić im odnalezienie ukrytego skarbu.
W Čachticach zostały nagrane fragmenty filmu Bathory w reżyserii Juraja Jakubisko, opowiadającego o dziejach Elżbiety Batory.
Zamek był też wykorzystany jako plan dla niektórych scen z filmu Roba Cohena Ostatni smok.

## Galeria

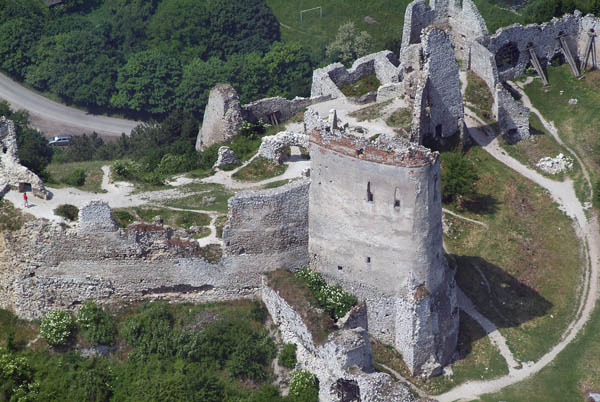
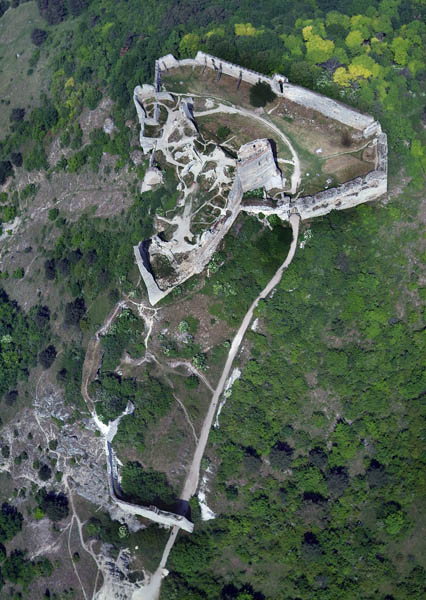
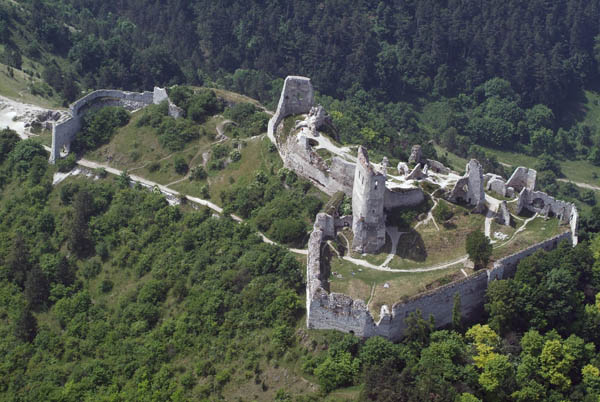
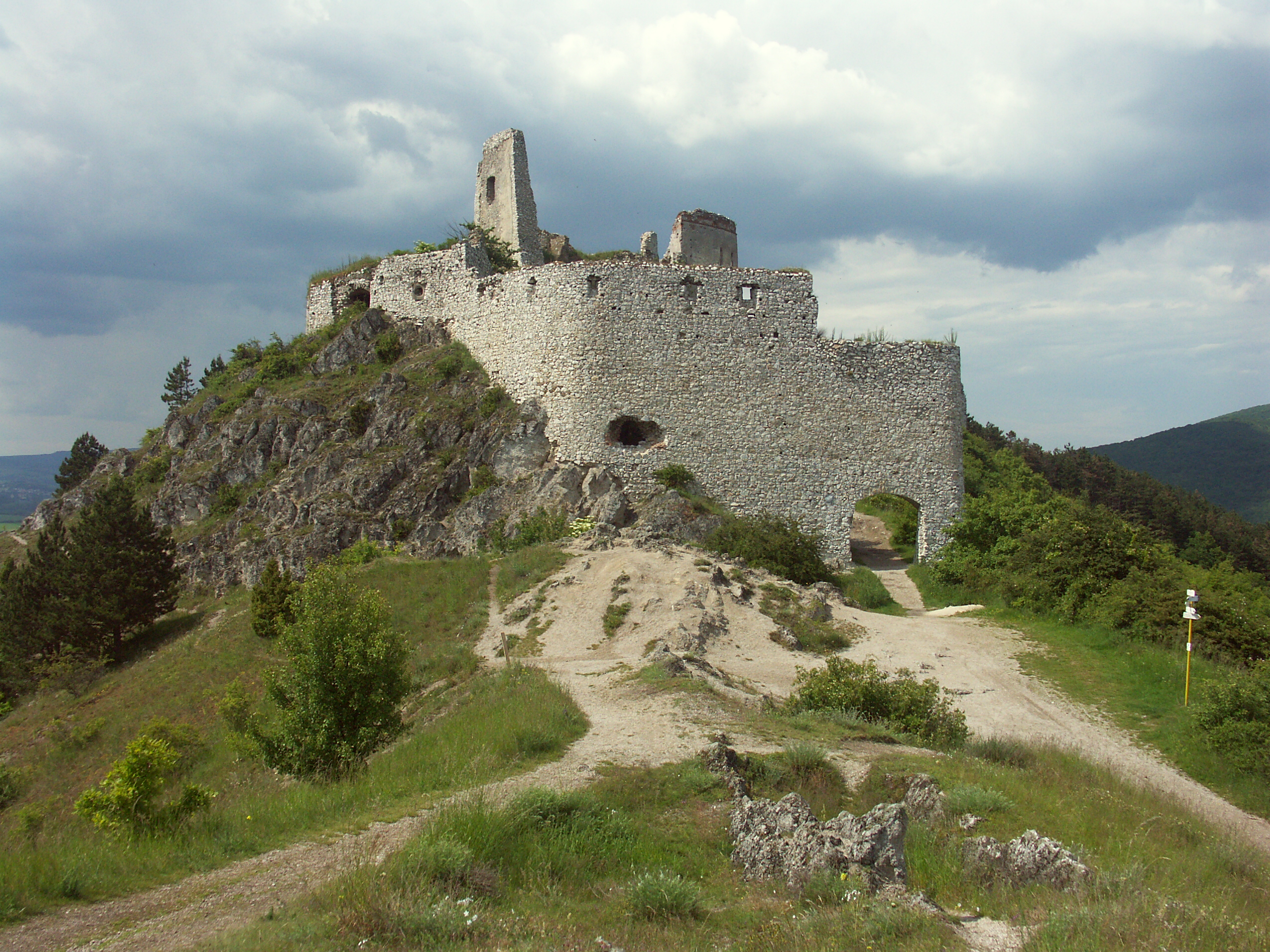
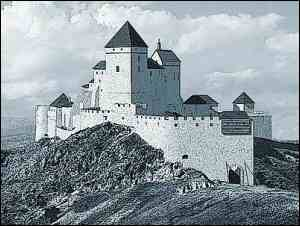